# Рейс «Ориона»
«Рейс „Ориона“» — сборник рассказов Владислава Крапивина, вышедший в 1962 году в Свердловском книжном издательстве и ставший первой книгой автора. Включает тринадцать рассказов, написанных в 1959—1961 годы и посвящённых различным событиям из жизни детей. В книге описываются детские мечты и забавы, радости и тревоги; герои играют, рисуют, грезят о космосе и полётах, увлечённо строят плот или «телескоп».
Основой для сборника послужила дипломная работа автора в Уральском государственном университете. Книга получила положительные отзывы рецензентов, отметивших романтическую направленность и занимательность, «жажду необыкновенного», простоту рассказов, затрагивающих сложные вопросы, а также иллюстрации художника Г. Перебатова; недостатками критики посчитали слабое раскрытие характеров героев. В 2013 году «Издательский дом Мещерякова» переиздал сборник в оригинальном виде.

## Создание и публикации
Рассказы были написаны в 1959—1961 годах, работа над сборником была завершена в 1961 году. Рассказы «Восьмая звезда» и «Снежная обсерватория» были опубликованы в газете «Вечерний Свердловск» в 1959 и 1960 годы, соответственно; рассказ «Рубикон» был напечатан а журнале «Урал» весной 1962 года.

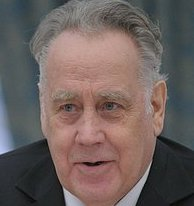
Владислав Крапивин

По воспоминаниям писателя, когда тот заканчивал факультет журналистики Уральского государственного университета, руководство вуза неожиданно разрешило использовать для дипломных работ «творческие темы», то есть выбрать тот или иной газетный жанр для написания собственного сочинения. Крапивин выбрал жанр очерка, по которому у него уже были некоторые наработки; уже написанные рассказы и зарисовки, в частности, включали подборку «Почему такое имя». В марте 1961 года будущий писатель защитил диплом «Мальчишки ― мои товарищи». Летом его пригласили в Свердловское книжное издательство, где и предложили сделать сборник рассказов на основе диплома. По воспоминаниям Крапивина, к нему отнеслись доброжелательно (по предположению писателя, из-за его молодости) и запланировали выход книги на 1962 год.
Для издания привлекли художника Германа Перебатова и, по словам автора, «нашли хорошую меловую бумагу». Книга была подписана в печать в августе 1962 года, однако выпуск затянулся из-за различных обстоятельств. Крапивин вспоминал про Карибский кризис, возможные трагические последствия которого ему представлялись практически равнозначными по масштабу с невыходом книги. Сборник вышел в декабре 1962 года тиражом пятнадцать тысяч экземпляров. По словам биографа А. Щупова, выход книги перевёл Крапивина, которому на тот момент было двадцать четыре года, в разряд «книжных писателей». Как писал Щупов, издание стало раритетом, хотя его тиражи были большими. Рассказы из сборника впоследствии включались в разные издания. В 2013 году «Издательский дом Мещерякова» переиздал сборник в оригинальном виде с написанным для нового издания послесловием автора.

## Оформление
На обложке, выполненной художником Г. Перебатовым, «двое загорелых мальчишек… плывут по голубым волнам в страну своей мечты». Над ребятами «распластала в полёте крылья огромная белая чайка». По мнению критика О. Александрова, обложка воздействует на читателя, который ещё не приступил к чтению. Александров положительно оценил романтическое название и посчитал, что рисунки и оглавление (с таким названиями, как «Восьмая звезда», «Айсберги проплывают рядом», «Рубикон» и др.) дополняют друг друга. Рисунки Перебатова в книге включают пирамиду Древнего Египта, пламенные мечи в огне, таинственную планету, появляющуюся над чёрными горами, и паруса, надутые ветром.
На титульном листе в издательской рубрике указано, что книга предназначена «Для младшего и среднего школьного возраста».

## Содержание
Сборник включает тринадцать рассказов, в которых показываются события из жизни детей с «обыкновенного двора» и затрагиваются разнообразные темы. Рассказы написаны в реалистическом жанре, хотя сборник имеет «космическое» название. Сюжеты в основном разворачиваются в «скромных уголках» и чаще всего не связаны с великими стройками. В книге отсутствуют моряки и космонавты.
В открывающем книгу рассказе «Восьмая звезда» автор на перроне небольшой станции железной дороги случайно встречает двух мальчишек, которые собирают спичечные наклейки. Поводом для разговора стало изображение на наклейке спичечного коробка спутника, делающего оборот вокруг Земли; ребята спрашивают про этикетку с «космической ракетой», которая не находится. Мальчик Санька с небольшим хвастовством говорит, что в созвездии Большой Медведицы не семь звёзд (как думает взрослый), а восемь. Санька где-то читал, что древнеегипетские воины, смотря на восьмую, малозаметную звезду, проверяли зрение. Мальчик мечтает полететь к этой далёкой звезде, что, по заключительным словам автора, древние воины посчитали бы сказкой, «если только мальчик не будет сыном богов». В рассказе «Минное поле» описывается военная игра: дозорный Сашка прячется на поляне в засаде, защищая «государственную границу». Мальчик с помощью флажков помечает поляну как «минное поле», чтобы спасти от случайной гибели «пушистые и нежные» подснежники. В рассказе «Костёр» ребята играют в войну и видят мальчика у костра, который рисует в альбоме странный пейзаж. Рисунок немного напоминает окружающий пейзаж, но несколько другой, «наполненный напряженной тишиной и тревогой»: мальчик изобразил мерцающую синюю воду среди черных ветвей и листьев с огромной розовой планетой над горизонтом; около воды виднелся «светлый металлический корпус» (вместо стоящей в реальности берёзы) с отблеском «багрового огня». Мальчишки бросают в костёр деревянные автоматы, чтобы огонь не погас и юный художник смог дорисовать картину.
В рассказе «Крылья» опытный лётчик разбивается на планере, получая серьёзные травмы; за этим наблюдает мальчишка, которого лётчик обещал взять в полёт. Рассказ завершается тем, что инструктор в ответ на вопрос мальчика разрешает тому полететь с ним. В рассказе «Рейс „Ориона“», давшем название книге, мальчишки Гарик и Серёжка тратят много времени и сил, чтобы воплотить мечту: построить плот по образцу известного Кон-Тики. Они отправляются в путешествие вниз по течению реки, однако вынуждены разобрать плот, чтобы грузовик с кирпичом пересёк размытый участок дороги. Им так и не удаётся вытащить брёвна и заново сколотить плот, так как подъезжает ещё один грузовик, а затем брёвна служат мостиком для колонны автомашин. Мальчикам приходится возвращаться в город пешком (расстояние свыше десяти километров). В рассказе «Снежная обсерватория» трое ребят решают построить «телескоп». Шестиклассник Павлик берётся изготовить для объектива линзу изо льда, вдохновившись «Приключениями капитана Гаттераса» Ж. Верна (где использовали ледяную линзу, чтобы разжечь костёр). Первоклассник Андрейка по незнанию прячет коробку с линзой в дымоход, чтобы её не нашли «противники».
В рассказе «Почему такое имя?» мальчишка по ночам ставит на крышу одинокой глинобитной мазанки в степи «маяк» — керосиновую лампу, которая светит заблудившимся путникам. Дошкольника Кляксу в рассказе «Рубикон» друзья отучают плакать и бояться «страшных» соседских гусей: его оснащают рогаткой и запирают с животными во дворе. Переборов себя, Клякса выстрелом из рогатки оглушает серого гусака, который падает на землю, другие гуси останавливаются и «понуро» уходят. В рассказе «Минута солнца» малыш Тоник в полдень сидит на скамейке у забора в углу двора, у него есть минута, так как мама зовёт его домой обедать. Эта условная «солнечная» минута вобрала в себя множество удивительных событий: Тоник предотвращает «страшную» гибель жука от лап кота Аркашки, предаётся счастливым воспоминаниям о приёме в пионеры, сочиняет «песенку» про облака и решает помириться с другом Петькой. Мальчик воображает жука великим путешественником, который бродит по Стране Насекомых посреди лопухов, «громадных, как зелёное небо». Репейники представляются Тонику лесом, а разноцветные бабочки танцуют «Вальс цветов».
| Название рассказа         | Дата написания | Страницы |
| ------------------------- | -------------- | -------- |
| Восьмая звезда            | 1959           | 3—6      |
| Костёр                    | 1960           | 7—9      |
| Крылья                    | 1961           | 10—12    |
| Минное заграждение        | 1960           | 13—15    |
| Рейс «Ориона»             | 1960           | 16—19    |
| Настоящее                 | 1960           | 20—23    |
| Снежная обсерватория      | 1959           | 24—32    |
| Самый младший             | 1961           | 33—39    |
| Трое с барабаном          | 1961           | 40—45    |
| Почему такое имя?         | 1960           | 46—54    |
| Айсберги проплывают рядом | 1960           | 55—62    |
| Минута солнца             | 1960           | 63—69    |
| Рубикон                   | 1960           | 70—75    |

## Критика
Критик О. Александров (рецензия в газете «На смену!») высоко оценил книгу: рассказы, иллюстрации художника Г. Перебатова и работу издателей. По словам Александрова, автор постепенно и незаметно подводит читателя к выводу, что приключения и романтику необходимо дополнить «высокой целью, большой мечтой»; большинство произведений в книге «пробуждают жажду необыкновенного», призывают совершать добрые и одновременно увлекательные поступки. Как отметил Александров, юные герои ещё не совершили ничего героического, однако очевидно, что в будущем они это сделают, будь то «неудачливый экипаж» Ориона, без колебаний и сожалений пожертвовавший плотом, или «славный, мечтательный» мальчик из рассказа «Почему такое имя?», помогающий путникам в степи. Согласно критику, маленький гражданин из «хорошего и точного» рассказа «Крылья» — настоящий романтик, потому что уже «предан своей мечте» стать лётчиком и знает о цене, которую нужно заплатить за право «парить наравне с облаками». Критик положительно оценил наличие конкретного смысла в большинстве рассказов (прежде всего в таких «энергично написанных» произведениях, как «Восьмая звезда» и «Крылья»), несмотря на их внешнюю простоту. В этой связи, отмечая частные недостатки, критик посчитал «Снежную обсерваторию» многословным и не таким интересным рассказом, каким он мог бы быть ввиду удачной задумки. По его мнению, «тонкая манера письма» иногда пропадает, как в случае с рассказом «Почему такое имя?», в котором и без того очевидный вывод делается автором «в лоб, с нажимом». Александров видел пользу от книги для более взрослых читателей в том, что они «строже» отнесутся к себе, зададутся вопросом о том, потеряли ли они что-то либо ценное из детских мечтаний и игр.
Журналист, заведующий отделом газеты «Вечерний Свердловск» Р. Бухарцев в рецензии писал, что сборник отмечен «верностью теме» и «внутренней цельностью». Бухарцев счёл большинство рассказов философскими и ориентированными скорее на взрослых, чем на детей (хотя и могут быть для них полезными), поскольку их проблематика не детская: автор сосредоточен на вопросе изменений в сознании человека при его «вступлении…в жизнь». Достоинством первого рассказа критик назвал «простоту, невымученную философичность»: писатель неявно подчёркивал «необыкновенную судьбу» мальчишек, будущих путешественников к звездам. Герой рассказа «Минута солнца» обретает «ощущение времени», осознает «огромность мира», в котором понимает своё место. В рассказе «Рейс „Ориона“» разрушение романтической мечты, столкнувшейся с реалиями жизни, делает ребят взрослее. По мнению Бухарцева, в некоторых случаях, например, в рассказе «Костёр», душевное состояние и поступки героев выглядят неубедительно. Поскольку для ребят игрушечные автоматы являются «боевым оружием», они вряд ли бы так легко с ним расстались; мотивация поддержать огонь, по мнению критика, очень слабая. В другом случае («Снежная обсерватория») шестиклассник показан слишком взрослым и мудрым в своём отношении к потере ледяной линзы. Бухарцев отметил слабое раскрытие детских характеров, которые почти не имеют индивидуальных черт (за исключением нескольких героев из последних рассказов). Писателя в большей степени интересуют «яркие обстоятельства», поскольку он стремится «к смысловой, сюжетной выпуклости».
Писатель и журналист, редактор журнала «Уральский следопыт» Л. Румянцев положительно оценил книгу, включая оформление, и посчитал, что лучшие рассказы сборника содержат «глубокий, вдумчивый подтекст» (а не банальные поучения). Писатель показывает «солнечные минуты бытия», «радости, симпатии и тревоги» в жизни современных мальчишек, которых он любит и уважает. По мнению критика, Крапивин хорошо чувствует и раскрывает духовный мир своих героев, их трогательные качества. Так, «Восьмая звезда» начинается с обычной встречи, а завершается поэтическим, содержательным обобщением автора. По мнению Румянцева, романтическая история про древних воинов является легендой, но делает рассказ поэтичным: найти восьмую звезду могут только романтики. Румянцев отметил простоту и человечность в истории про спасение хрупких подснежников («Минное поле»), серьёзный рассказ «Рейс „Ориона“». Тоник из рассказа «Минута солнца» воплощает образ современного мальчишки, который отличается от старых героев своим мировосприятием, «богатой натурой». Румянцев рассмотрел и недостатки книги. По его мнению, автор не смог показать, за редким исключением («Минное поле», «Снежная обсерватория»), героев как «конкретных личностей», в единстве их облика и характера: у мальчишек нет индивидуальных черт, между ними имеются лишь возрастные отличия, яркие описания персонажей отсутствуют. Румянцев отмечал, что, несмотря на множество имён, отличать одного героя от другого по речи, внешности или имени затруднительно; индивидуальным является их восприятие мира. К примеру, герой рассказа «Крылья» не имеет имени, а в «Рейсе „Ориона“» Сергей и Гарик практически не различаются. Критик отметил спорность авторских идей в некоторых местах, в частности, фальшивые ноты в рассказах «Рубикон» и «Костёр». В первом случае стрельба по гусям из рогатки воспитывает не смелость, а жестокость (хотя гусак ранен, а не убит). Во втором случае, по мнению Румянцева, писатель, напротив, чрезмерно идеализирует героев: эпизод с поддержанием костра выглядит недостоверно, хотя и эффектно.
По мнению писателя Н. Никонова (газета «Уральский рабочий»), автору удалось рассказать об обычных ребятишках, растущих «маленьких мужчинах»; в «светлой» книге правда жизни тесно связана со сказочными и романтическими элементами. По оценке критика, книга написана «с доброй улыбкой» (например, рассказы «Рейс „Ориона“», «Костёр» или «Минута солнца»), а самые обычные события описаны с душой и занимательно (например, «Восьмая звезда», «Минное заграждение», «Настоящее»). По мнению Никонова, книга позволяет взрослым вспомнить «далёкое и дорогое» детство, хотя она и предназначена для детей. Никонов считал менее удачными и более «искусственными» места, где появляется тема космоса (звёзды, ракеты, звездолёты). Критик Л. Белая в обзоре первых произведений писателя в 1966 году отметила темы «верности и преданности…, бескорыстия в дружбе» («Снежная обсерватория»), преодоления эгоизма и отказа от забав ради дела («Рейс „Ориона“»). По оценке критика, Андрейка («Снежная обсерватория») перестарался с преданностью, когда спрятал линзу в дымоходе, однако Павлик ничего не сказал, поскольку понял младшего друга.
Кандидат филологических наук Р. Гольдштейн, рассматривая творчество писателя за 10 лет (1962—1972), отмечала, что книга опровергает поверхностное впечатление о сведении детских мечтаний и увлечений в творчестве Крапивина к морской тематике, к «парусам»: в книге представлены мечты о космосе (рассказ «Восьмая звезда») и полётах («Крылья»), герои умеют рисовать, в частности, космические пейзажи (Алька из рассказа «Костёр») или увлекаются строительством («Снежная обсерватория»). По её мнению, выход книги поставил молодого писателя в ряд с детскими писателями, пишущими на самые разнообразные темы; недостатком критик посчитала то, что герои не отличаются между собой (например, в рассказе «Рубикон» Петька, Тимка и Тоник «даются как бы в наборе»). Литературный критик Н. Кузин в 1976 году в обзоре творчества Крапивина отметил тонкое понимание писателем детской психологии, рассмотрев фантазии Тоника в «Минуте солнца»: детям свойственны целостное мировосприятие и специфическая ассоциативность, «зоркость» и «первозданная свежесть» в восприятии природы. Тоник, не разделяя абстрактное и конкретное, очеловечивает жука, который становится путешественником, и бабочек, которые танцуют; отождествление лопухов с зелёным небом (лопухи находятся над жуками так же, как небо находится над людьми) отражает присущую ребёнку простоту, «непосредственность ассоциации».
По мнению литературоведа И. Сергиенко, в таких рассказах, как «Костер», «Минное заграждение», «Настоящее», Крапивин пытался наметить образ героя, впоследствии получивший название «крапивинские мальчики».
Сам Крапивин в 2013 году оценивал рассказы как ученические, тем не менее считая сборник «первым камнем фундамента», «началом начал».

## Издания
- Крапивин В. П. Рейс «Ориона». — Свердловск : Свердловское книжное издательство, 1962. — 76 с. — Художник Г. Перебатов, редактор И. Круглик, художественно-технический редактор Ю. Сакнынь, корректоры Л. Уревич и А. Курленко. — 15 000 экз.
- Крапивин В. П. Рейс «Ориона». — М. : Издательский Дом Мещерякова, 2013. — 80 с. — (БИСС). — Рис. Г. Перебатова. Послесловие В. Крапивина. Дополнительные тиражи: 2015, 2018. — 7000+1000+3000 экз. — ISBN 978-5-91045-617-8.

## Комментарии
1. ↑  Пять «дипломных»[3] рассказов напечатал журнал «Уральский следопыт» в декабрьском номере за 1961 год (под общим названием «Друзья-мальчишки»[3]), из них четыре вошли в «Рейс „Ориона”»: «Крылья», «Рейс „Ориона”», «Костёр» и «Настоящее».
2. ↑  Переименовано в 1964 году в «Средне-Уральское книжное издательство».